# Ordre de bataille unioniste de Camp Wild Cat
Les unités et commandant de l'armée de l'Union suivants ont combattu lors la bataille de Camp Wild Cat (aussi connue comme Wildcat Mountain et Camp Wildcat) de la guerre de Sécession, le 21 octobre 1861, dans comté de Laurel, Kentucky. L'ordre de bataille confédéré est indiqué séparément.

## Abréviations utilisées

### Grade militaire
- MG = Major général
- BG = Brigadier général
- Col = Colonel
- Ltc = Lieutenant-colonel
- Maj = Commandant
- Cpt = Capitaine
- Lt = Lieutenant

### Autre
- (b) = blessé
- mb = mortellement blessé
- † = tué
- (PDG) = capturé

## Armée de l'Union
BG Albin F. Schoepf
Col Theophilus T. Garrard [au commandement jusqu'à l'arrivée de Schoepf]
| Unités     | |
| ---------- | --- |

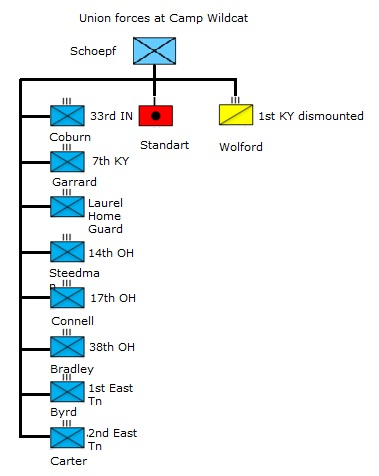
Ordre de bataille unioniste à Camp Wild Cat

| Infanterie | - 33rd Indiana : Col John Coburn - 700 hommes - 7th Kentucky : Col Theophilus T. Garrard - 600 hommes - Laurel Home Guard - 200 hommes - 14th Ohio : Col James Blair Steedman - 850 hommes - 17th Ohio : Col John M. Connell - 850 hommes - 38th Ohio : Col Edwin D. Bradley - non engagé - 1st East Tennessee : Col Robert K. Byrd - non engagé - 2nd East Tennessee : Col James P.T. Carter - non engagé |
| Artillerie | - Battery B, 1st Ohio Light Artillery : Cpt William E. Standart - 150 hommes |
| Cavalerie  | - 1st Kentucky Cavalry (démontée) : Col Frank Lane Wolford - 450 hommes |